# Alexander Nevskikerk (Balasjicha)
De Kerk van de Heilige Alexander Nevski (Russisch: Александро-Невская церковь) is een Russisch-orthodoxe Kerk in de circa 4 kilometer ten oosten van Moskou gelegen stad Balasjicha. De kerk is gelegen aan het Alexander Nevskiplein.

## De oude Alexander Nevskikerk
In 1894 werd bij de begraafplaats een kerk gebouwd die gewijd werd aan de heilige grootvorst Alexander Nevski. Het betrof een kerkgebouw in neo-Byzantijnse stijl. in 1933 werd de Transfiguratiekerk van Balasjicha door de overheid voor de eredienst gesloten. Hetzelfde lot trof even later ook Alexander Nevskikerk. Het gebouw werd vervolgens gebruikt voor opslagruimte en ten slotte in de vroege jaren 60 gesloopt. Over het terrein werd de Lenin Avenue aangelegd.

## De herbouw
In de late jaren 90 werd het plan opgevat om een nieuwe Alexander Nevkikerk te bouwen. De bouwwerkzaamheden gingen in het jaar 2001 van start. Kerkdiensten vonden plaats in een tijdelijke houten kerk.
De Alexander Nevskikerk werd voltooid op 12 februari 2004. Het gebouw lijkt in de verste verte niet op de oorspronkelijke kerk en is opgetrokken in de stijl van een traditionele eenkoepelige kruiskerk. Het aangrenzende plein werd omgedoopt tot Alexander Nevskiplein. De officiële kerkwijding vond plaats op 12 september 2006.
In 2003 werd eveneens begonnen met de constructie van een gebouw aan de voorkant van de kerk. Dit gebouw werd gewijd aan de heilige Vladimir en bevat een doopkerk, een klokkentoren, een huis voor de geestelijkheid en een ruimte voor de zondagsschool. Op de dag van de wijding werden de klokken in de toren gehangen. Eén van de klokken met een gewicht van 1150 kg is afkomstig uit de vernietigde Alexander Nevskikerk en werd gedurende tientallen jaren bewaard door een particulier.

## Afbeeldingen

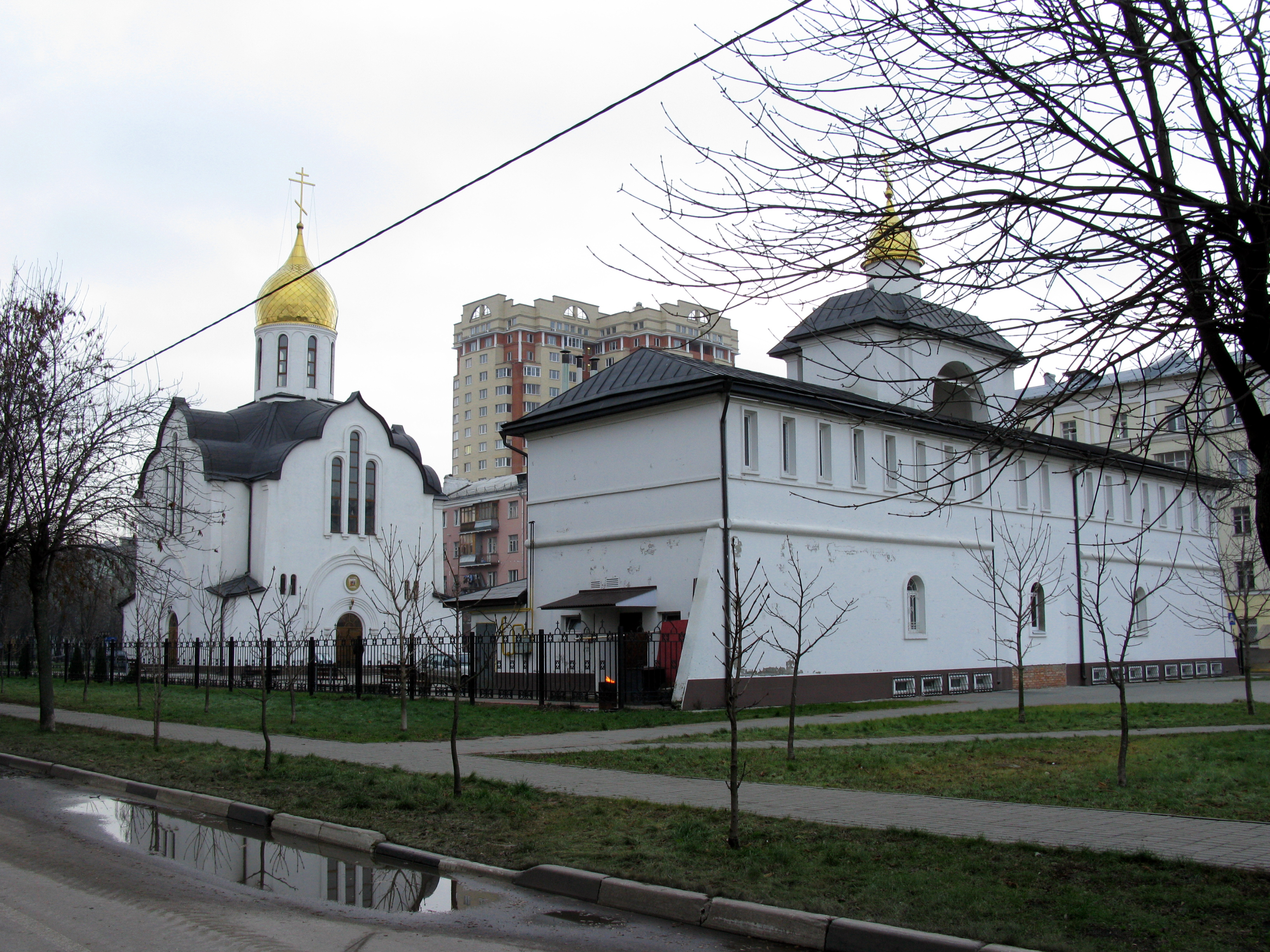
Kerk met klokkentoren en doopkerk vanuit het noordwesten
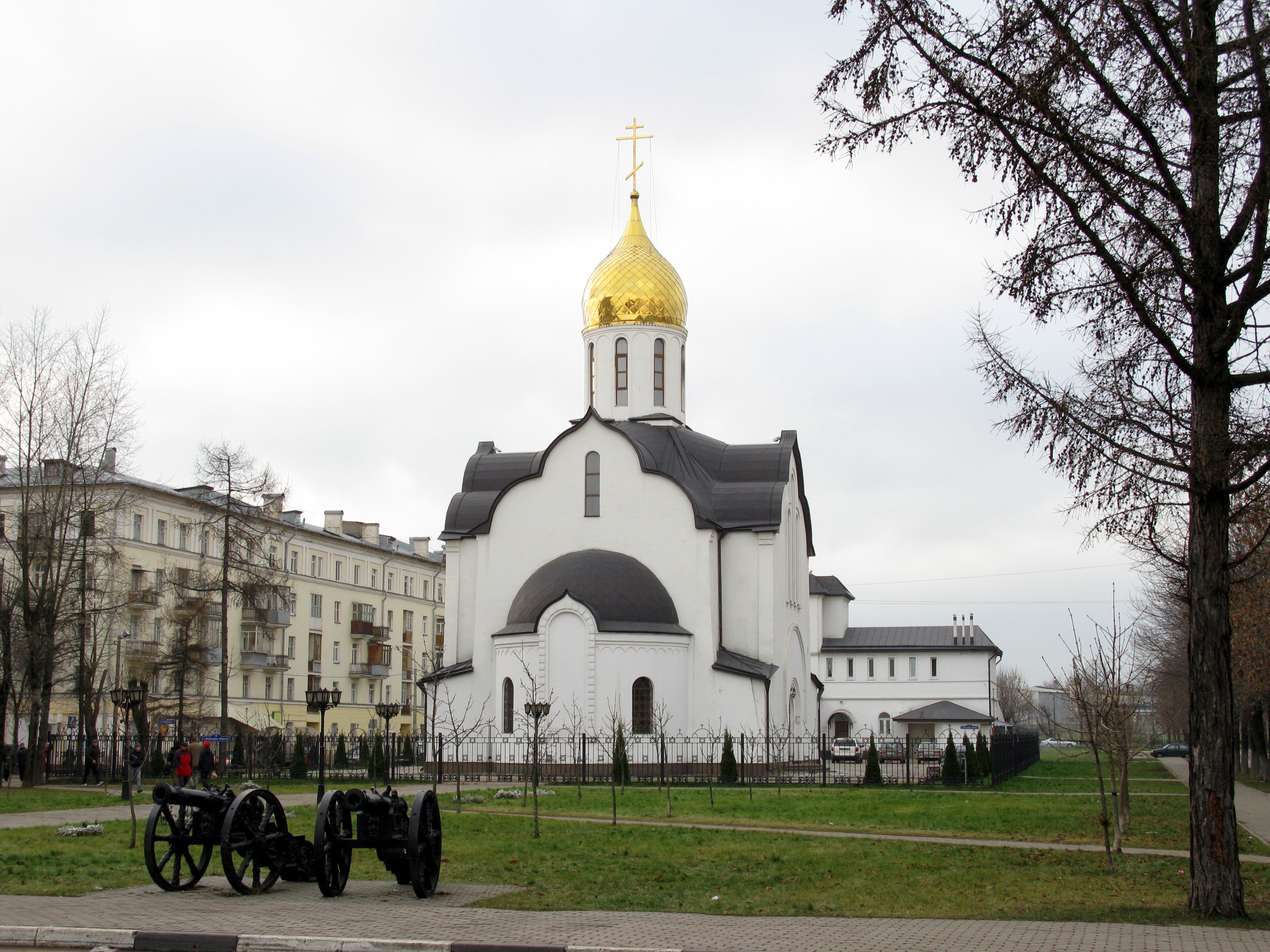
De Alexander Nevskikerk vanaf de oostzijde
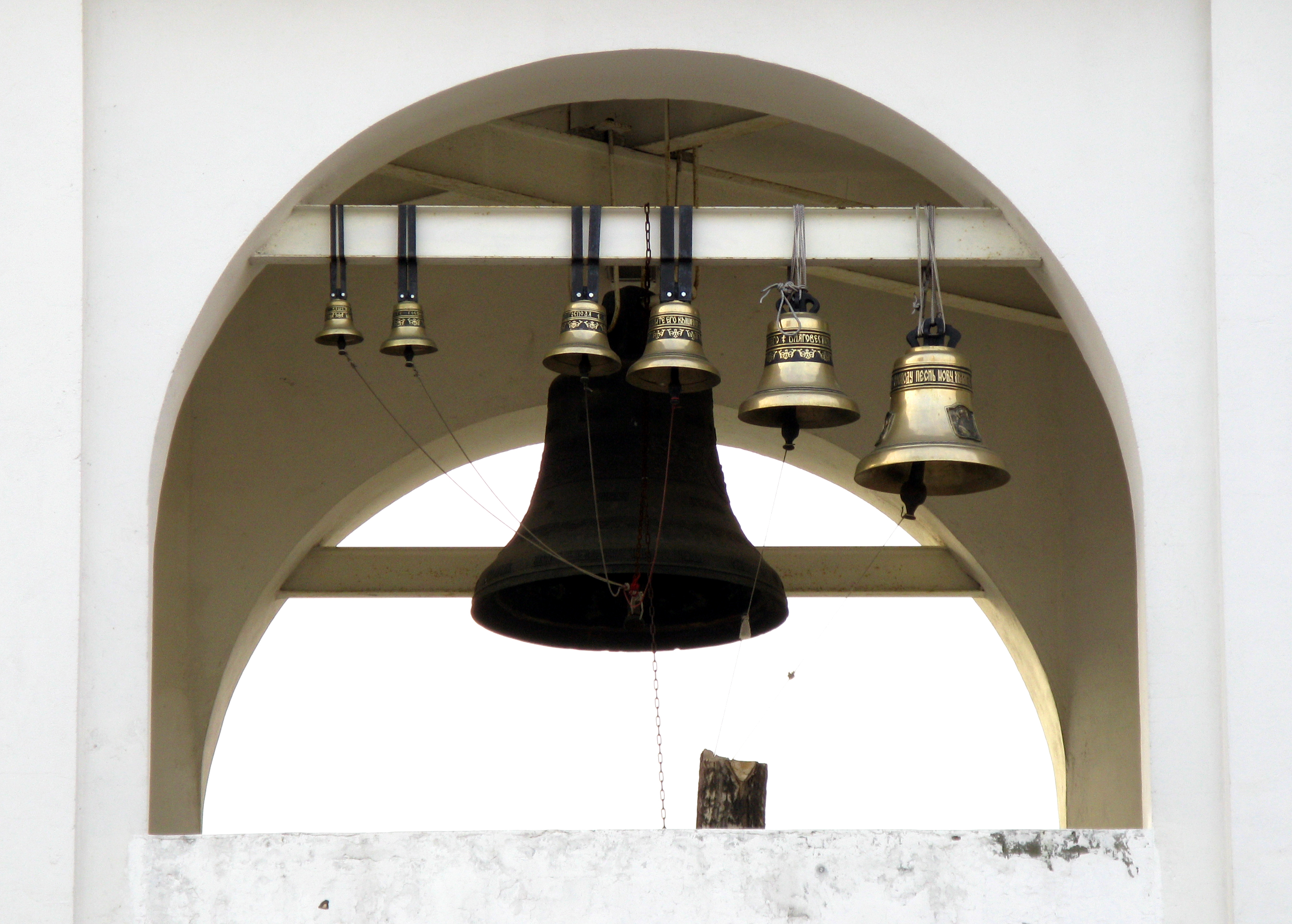
Klokken